# Леонардо Бонучи
Леонардо Бонучи (итал. Leonardo Bonucci; Витербо, 1. мај 1987) бивши је италијански фудбалер.

## Биографија
Рођен је 1. маја 1987, у Витербу, од мајке Дорите и оца Клаудија, као друго дете, после 4 и по године старијег брата Рикарда. Фудбал је почео да игра 2000. године у експерименталној екипи из његовог родног града. У то време играо је на различитим позицијама. Следеће године, са истим клубом учествовао је на националном првенству за младе и тада је по први пут играо на травнатом стадиону. Међутим, у наредним годинама локални тим није играо фудбал на регионалном нивоу, тако да је направио паузу до 2004. године.
Са седамнаест година прешао је у млађе категорије миланског Интера, а 2006. чак заиграо и за први тим. Интер је напустио 2007. године мада је уговором био везан све до лета 2009. године па је отишао на позајмицу у нижелигаша Тревизо. Након добрих игара у дресу Пизе (такође на позајмици) 2009. године је прешао Бари, за који је наступао у сезони 2009/10. У летњем прелазном року 2010. Бонучи је прешао у Јувентус. Након слабих резултата у првој сезони, Бонучи је успео да са Јувентусом освоји шест узастопних титула првака Италије (2012, 2013, 2014, 2015, 2016. и 2017), три купа Италије (2015, 2016. и 2017) и три суперкупа Италије (2012, 2013 и 2015), а играо је и финале Лиге шампиона (2015. и 2017). У јулу 2017. прешао је у AC Милан, за 40 милиона евра.

## Репрезентација
За репрезентацију је почео да игра у марту 2010. године. Бонучи ја за италијански национални тим одиграо 31 утакмицу и постигао два гола. Са репрезентацијом је освојио друго место на Европском првенству 2012. у Украјини и Пољској, као и треће место на Купу конфедерација 2013. у Бразилу. У полуфиналном мечу Купа конфедерација 2013. против Шпаније промашио је одлучујући пенал за пласман у финале.

## Стил игре
Иако физички врло снажан и тактички поткован дефанзивац, Бонучи је најпознатији по својој способности да изнесе лопту и пошаље кључно додавање из дубине.

## Трофеји

### Интер
- Првенство Италије (1) : 2005/06. (за "зеленим столом")

### Јувентус
- Првенство Италије (7) : 2011/12, 2012/13, 2013/14, 2014/15, 2015/16, 2016/17, 2018/19.
- Куп Италије (4) : 2014/15, 2015/16, 2016/17, 2020/21.
- Суперкуп Италије (5) : 2012, 2013, 2015, 2018, 2020.
- Лига шампиона : финале 2014/15, 2016/17.

### Репрезентација Италије
- Европско првенство (1) : 2020.